# Рауда
Рауда (нім. Rauda) — громада в Німеччині, розташована в землі Тюрингія. Входить до складу району Заале-Гольцланд. Складова частина об'єднання громад Гайделанд-Ельстерталь-Шкелен.
Площа — 3,09 км2. Населення становить 289 ос. (станом на 31 грудня 2021).

## Галерея

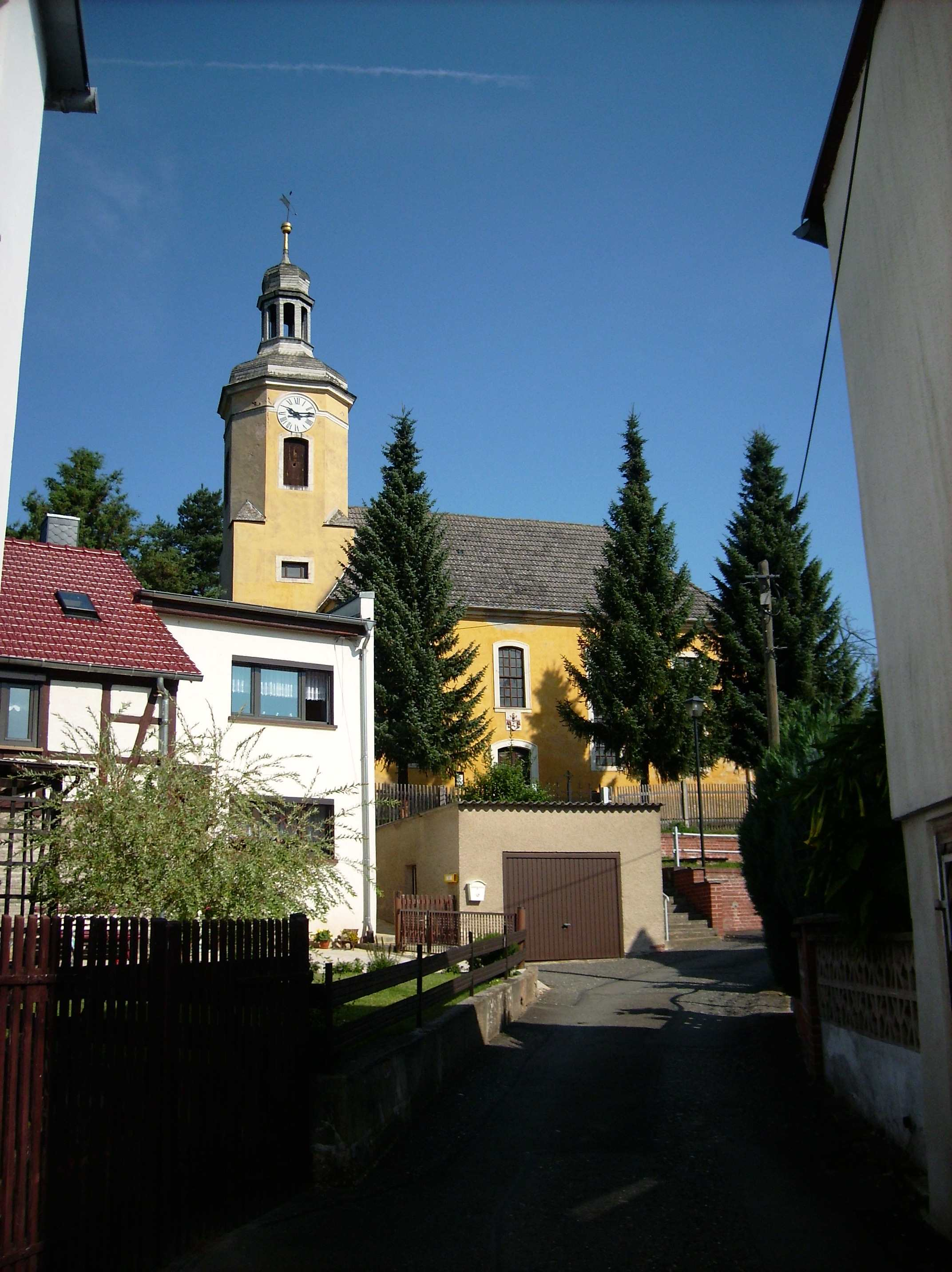